# Lingadhalli, Kushtagi
Lingadhalli là một làng thuộc tehsil Kushtagi, huyện Koppal, bang Karnataka, Ấn Độ.